# 王淩の乱
王淩の乱（おうりょうのらん）は、中国三国時代の魏の嘉平3年（251年）に、王淩が司馬懿の一族に対して起こした反乱であり、寿春三叛と総称される3つの反乱のうちの第一の反乱である。

## 背景
王淩の乱は、寿春三叛のうちの他の2つの反乱（毌丘倹・文欽の乱、諸葛誕の乱）と同様に、司馬懿一族が高平陵の変において国家の政治権力を奪取した後に発生した反乱である。王淩は、魏の声望ある武将であり、正始元年（240年）ころに征東将軍に任ぜられ、揚州の軍務を担っていた。
正始2年（241年）、呉の全琮が数万の兵を率いて魏の芍陂を攻撃した際、王淩は、軍を率いて数日にわたって戦い、呉軍を撃退した。この功績によって、王淩は、南郷侯に封ぜられ、車騎将軍に昇進し、1,350戸を賜与された。
このころ、王淩の外甥の令狐愚は、功績があって兗州刺史に任ぜられており、平阿に駐屯していた。王淩と令狐愚は、いずれも淮南において極めて威望があった。王淩は、直ちに司空に抜擢された。司馬懿が高平陵の変において曹爽一族を誅滅した後、王淩は、太尉に任ぜられ、節鉞を仮されたが、入朝せず、従前通り揚州防衛の任に当たった。王淩と令狐愚は、皇帝曹芳が君主としての器にないものとみなし、楚王曹彪を即位させて許昌を都に定める計画を謀議した。
嘉平元年（249年）9月、令狐愚は、武将の張式を白馬に派遣して曹彪と連絡を取らせ、王淩もまた、舎人の労精を洛陽に派遣して、子の王広に計画を伝えさせたが、王広は、同意しなかった。

## 経過
嘉平元年（249年）11月、令狐愚は、再び張式を派遣して曹彪と連絡を取らせたが、張式が未だ帰らないうちに令狐愚が病死した。
嘉平2年（250年）、火星が南斗六星に接近した際、王淩は、「南斗の中に星がある。突然、富貴となる人が現れるであろう」と述べた。
嘉平3年（251年）春、呉軍が涂水に駐屯したため、王淩は朝廷に上奏して呉軍を攻撃することの許可を求め、反乱を隠蔽しようと企てた。司馬懿は、王淩の意図を察知して、回答しなかった。王淩は、武将の楊弘を派遣して、兗州刺史の黄華に廃立の計画を通知しようとしたが、楊弘と黄華はこの計画を司馬懿に対して暴露した。令狐愚が病を得た際、治中従事の楊康は呼びかけに応じて洛陽に出向いたが、楊康もまたこの計画を暴露したのであった。4月、王淩による謀反の計画は、皇帝曹芳の知るところとなった。
司馬懿は、直ちに軍を率いて水路を進み、王淩を攻撃した。司馬懿は、まず王淩を赦免する旨の命令を発し、王淩に使者を派遣して投降を呼びかけるとともに、自らは王淩の本営から百尺の距離に進軍して、王淩を圧迫した。王淩は、自らの浅慮を悟り、抵抗することを放棄して、掾の王彧を派遣して謝罪し、印綬と節鉞を届けさせた。
司馬懿の次男の安東将軍司馬昭は、命を奉じて淮北諸軍事を督し、軍を率いて項城にて司馬懿とまみえた。司馬懿が丘頭を過ぎ百尺堰に至った時、王淩は、自らの身体を縄で縛って、罪を悔いる旨を示した。司馬懿は詔書を奉じて主簿を派遣し、王淩の縄を解いて慰労し、印綬と節鉞を返還した。王淩は、自らが許されたものとみなして、小舟に乗って司馬懿にまみえようとしたが、司馬懿の使者によって阻止されて十余丈の外に留め置かれた。王淩が「貴殿は短い手紙で私を呼び出したが、私はどうして来ないことがあろうか（必ず来る）。何のために軍を引き連れてきたのか」と怒鳴ると、司馬懿は「なぜなら、貴殿は短い手紙で呼び出されるような人ではないからだ」と述べた。王淩が「貴殿は私に背いた」と述べると、司馬懿は「私が貴殿に背くことがあったとしても、国家に背くことはない」と述べた。ここにおいて、王淩は自らが重罪を犯したことを悟り、司馬懿に対して棺を作成するための釘を求めたところ、司馬懿はこれを王淩に授けた。司馬懿は600人を派遣して王淩を洛陽に押送したが、5月、項城を過ぎたあたりで、王淩は、服毒自殺した。
司馬懿が寿春に至ると、張式らは次々と自首した。単固は、令狐愚の別駕であり、この計画を知っていたが、病により辞職していた。この時、単固は司馬懿とまみえ、司馬懿が単固に対して計画を知っていたかどうか尋ねたところ、単固は知らなかったと述べた。また、令狐愚に謀反の動きがあったかどうかを司馬懿が尋ねたところ、単固は否定した。その後、楊康によって事件への関与の証拠が提出されたことにより、単固は部下とともに廷尉の獄に繋がれたが、最後まで罪を認めなかったため、司馬懿が楊康を派遣して尋問したところ、単固は言葉に詰まったが楊康を大いに罵った。楊康は、自首したことによって封爵されて官位を拝したが、却って言葉が脱落したため単固らとともに斬刑に処された。朝廷は、曹彪に対して死を賜り、その部下で謀議に加わった者は全て誅殺された。王淩と令狐愚の遺体が墓から掘り返されて3日間にわたって野ざらしにされ、印綬や朝服は全て燃やされて埋められた。

## 結果
司馬昭は、王淩の乱を平定した功績によって、300戸を加増され、金印紫綬を仮された。司馬昭の次男の司馬攸は、従軍の功績によって、長楽亭侯に封ぜられた。
王淩の乱の後、魏の多くの官僚は、司馬氏による処置が厳格であることを理解し、司馬氏を支持する者と宗室を支持する者とに分かれる原因となった。王淩の乱は、その後の毌丘倹・文欽の乱と諸葛誕の乱に対しても強い影響を及ぼしており、同様に、司馬氏を打倒して皇帝の権力を回復することを旗印に決起することに繋がった。
高平陵の変の前に仮病を装っていた司馬懿は、王淩の乱の間に、真に病を得て、嘉平3年（251年）9月に死亡した。長男の司馬師が摂政としての地位を継承し、直ちに毌丘倹・文欽の乱に臨むこととなった。